# 大港 (雪兰莪)
大港，是位於馬來西亞雪蘭莪州沙白安南县班章柏德纳区的一个沿海城镇，距离吉隆坡北部约120公里。大港也是州内产鱼量最多的渔港。镇内人口约23,000人，其中43%的人口介于20岁至55岁之间。而巫裔占了73%，华裔23%及印裔3.5%。镇内经济以农业和渔业为主，其中部分居民种植椰子、稻田、棕榈等农产品 

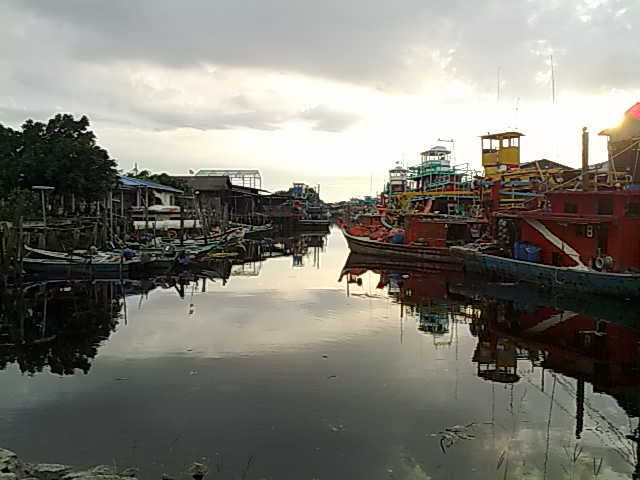
大港渔船

## 教育
此镇周围拥有八间小学和三间中学，新民华小。

### 学校
| 中文名               | 马来文名                   |
| -------------------- | -------------------------- |
| 大港新民华文小学     | SJKC Sin Min, Sungai Besar |
| 斯里乌达玛国民小学   | SK Seri Utama              |
| 斯里玛莫国民小学     | SK Seri Makmur             |
| 双溪里茂国民小学     | SK Sungai Limau            |
| 宾甲再也国民小学     | SK Binjai Jaya             |
| 新邦利马国民小学     | SK Simpang Lima            |
| 双溪里蒙国民小学     | SK Sungai Nibong           |
| 斯里峇哈再也国民小学 | SK Seri Bahagia            |
| 大港国民中学         | SMK Sungai Besar           |
| 斯里柏德纳国民中学   | SMK Seri Bedena            |
| 大港宿舍学校         | MRSM Sungai Besar          |

## 交通
大港可通过 联邦公路5号 抵达，未来 西海岸大道（WCE）也将经过这里。

## 政治
大港属于以其名称命名的大港国会议席，该议席在马来西亚下议院的代表为来自 国民联盟 土团党的慕斯里敏。
同时，大港属于双溪班让州议席，该议席在雪兰莪州议会的代表来自 国民联盟 伊斯兰党的莫哈末拉扎里·萨阿里。

### 2016年国席补选
原任大港区国会议员，同时也是种植及原产业部副部长的诺丽雅于2016年5月5日在砂拉越州木中省坠机。而在之后进行的补选中，原为双溪班让州议员的布迪曼佐迪成功当选该区国会议员。